# Bolama-Bijagós

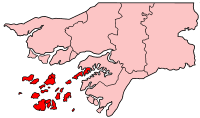
Regionens läge i Guinea-Bissau.

Bolama-Bijagós (eller enbart Bolama) är en av Guinea-Bissaus administrativa regioner, och är belägen i den sydvästra delen av landet. Regionen omfattar Bijagósöarna samt ett litet område på fastlandet. Befolkningen uppgick till 33 929 invånare vid folkräkningen 2009, på en yta av 2 624,4 kvadratkilometer. Den administrativa huvudorten är Bolama.

## Administrativ indelning
Regionen är indelad i fyra sektorer:
- Bolama
- Bubaque
- Caravela
- Uno